# Нівар
Нівар (ісп. Nívar) — муніципалітет в Іспанії, у складі автономної спільноти Андалусія, у провінції Гранада. Населення — 1036 особи (2020).
Муніципалітет розташований на відстані близько 350 км на південь від Мадрида, 9 км на північ від Гранади.

## Демографія
Динаміка населення (INE ):

## Галерея зображень

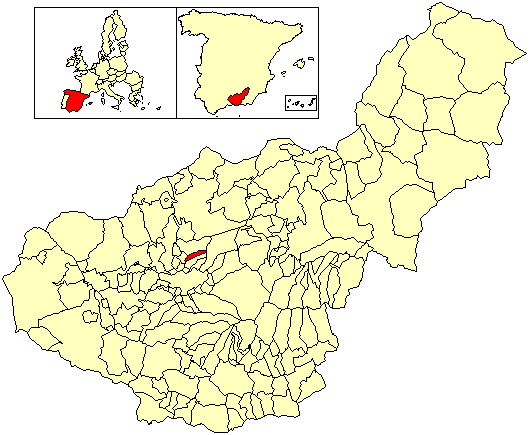
Розташування муніципалітету Нівар у провінції Гранада
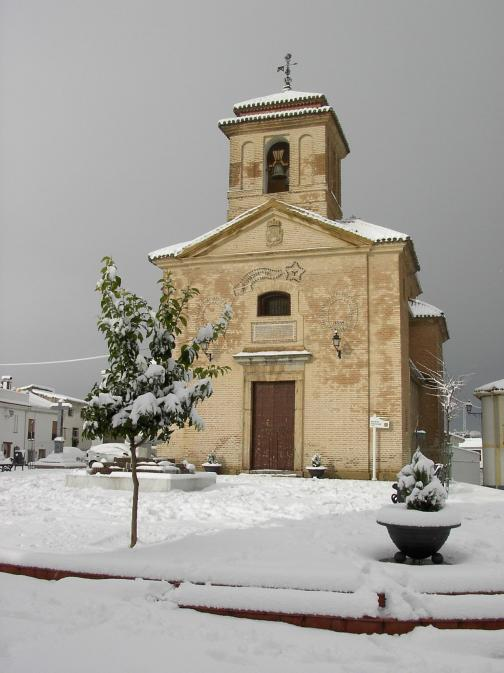
Церква Санто-Крісто-де-ла-Салуд, Нівар